# Aeroporto de Matão
O Aeroporto Municipal de Matão / Armando Natali é um aeródromo localizado na cidade de Matão, São Paulo.

## Outras informações
- Distância da Capital (km) - Rodoviária: 277,2 km
- Distância até o Centro da Cidade: 0 km